# Isagiyosa

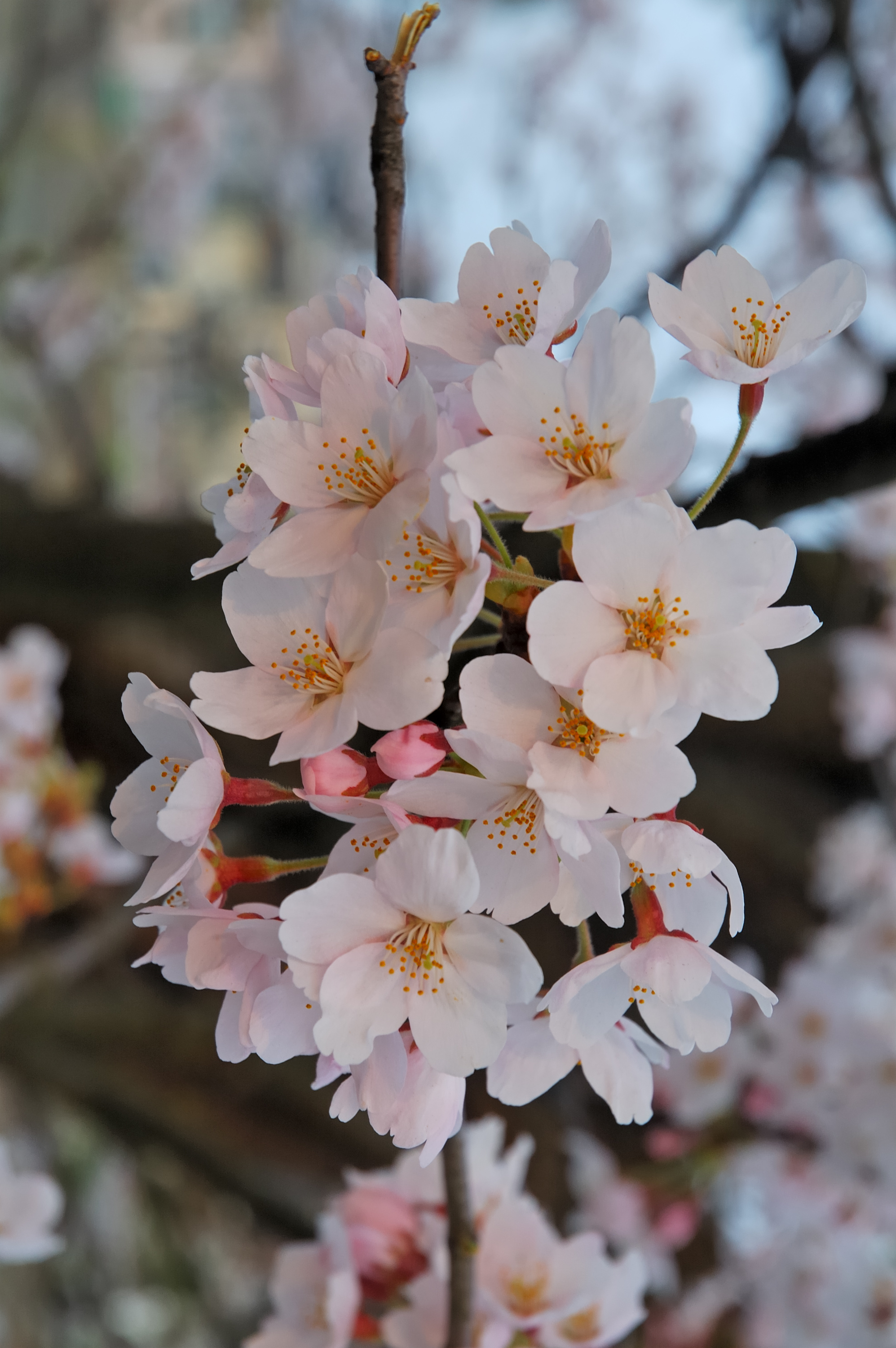
Florile de cireș sunt un simbol al isagiyosa în sensul acceptării efemerității lumii

În societatea japoneză, în special în istorica Japonie feudală, isagiyosa (潔さ, "puritate") este o virtute, tradus prin „calm hotărât” sau „masculintate“.
Isagiyosa este capacitatea de a accepta moartea cu calm și seninătate. Stă alături de alte virtuți centrale, cum ar fi spiritul civic public (ko nu seishin), loialitate (seijitsusa), sârguință (kinbensa) și stabilitate (jimichisa).
Florile de cires, din cauza naturii lor efemere, sunt un simbol al isagiyosa în sensul acceptării efemerității lumii. Honda (2001) susține că aceste virtuți nu sunt japoneze, în mod special, dar formează un cod moral comun tuturor societățile agricole asiatice .

## A se vedea
- Mono no aware